# Kamienne tablice (film)
Kamienne tablice – polski film obyczajowy w reż. Ewy i Czesława Petelskich zrealizowany na motywach powieści Kamienne tablice Wojciecha Żukrowskiego. 

## Fabuła
Historia niespełnionej miłości urzędnika polskiej ambasady w Delhi Jana Tokarskiego i australijskiej lekarki Margit Ward ukazana na tle wydarzeń poznańskiego czerwca 1956 roku. W główny motyw miłosny filmu wplecione są poboczne wątki obyczajowe z życia polskich i lokalnych pracowników ambasady.   
W literackim pierwowzorze filmu akcja rozgrywa się w węgierskiej placówce dyplomatycznej, a jej politycznym tłem jest powstanie węgierskie 1956 roku.

## Obsada
- Krzysztof Chamiec – Jan Tokarski
- Laura Łącz – Margit Ward
- Ewa Szykulska – Judyta, sekretarka w ambasadzie
- Janusz Kłosiński – ambasador Banach
- Witold Pyrkosz – sekretarz Fedunowicz
- Inder Krishan Bhambry – Preim, służący Tokarskiego
- Franciszek Trzeciak – szyfrant Karpiński
- Gustaw Lutkiewicz – woźny
- Henryk Boukołowski – dziennikarz Maurice Nagar
- Leon Niemczyk – profesor, współpracownik Margit
- Christo Paskalew – Kriszan, kierowca ambasadora
- Janusz Dąbrowski – kurier z Polski
- Filip Gębski – Michaś, syn szyfranta Karpińskiego
- Andrzej Krasicki – urzędnik polskiej ambasady
- Jerzy Krasuń – kurier z Polski
- Barbara Majewska – Ilona, żona Tokarskiego
- Jan Rutkiewicz – dyplomata węgierski
- Tadeusz Somogi – urzędnik ambasady
- Zdzisław Szymborski – dyplomata węgierski
- Tadeusz Teodorczyk – radca handlowy ambasady

i in. 

## O filmie
W marcu 1983 roku tygodnik Film zamieścił pierwsze informacje o realizacji filmu w autentycznych plenerach Indii. Twórcy filmu – Czesław i Ewa Petelscy – za zgodą autora książki zdecydowali się odrzucić węgierski kostium i spolonizowali bohaterów i całe historyczne tło. Istvan Terey przemienił się w Jana Tokarskiego, sekretarz Ferenz w Fedunowicza, a ambasador Bajcsy w Banacha. 

### Plenery
Akcja filmu, poza dwoma, trzema krótkimi retrospekcjami niemal w całości rozgrywa się w Indiach. Film był kręcony w autentycznych plenerach starego i nowego Delhi. Polską ambasadę ulokowano w jednym z najnowocześniejszych budynków w New Delhi (nomen omen) – Instytucie Kultury Węgierskiej. W filmie można zobaczyć m.in. zdjęcia z parady z okazji Dnia Republiki. Kolejnymi plenerami filmu były: Agra i jej Umarłe Miasto (Fatehpur Sikri) – prastare, opuszczone miasto z okresu Państwa Wielkich Mogołów (Czerwony Fort, Wielki Meczet w Agrze) oraz pustynia koło Jaipur. Całości romantycznych scen romansu Jana i Margit dopełniały plaże Madrasu. Polska ekipa filmowa, składająca się (łącznie z aktorami) z piętnastu osób pracowała po kilkanaście godzin dziennie, w trudnych dla Europejczyków warunkach tropikalnych, gdzie temperatury przekraczały 30 stopni, a w nocy zbliżały się do zera.
Fatehpur Sikri (Umarłe Miasto)

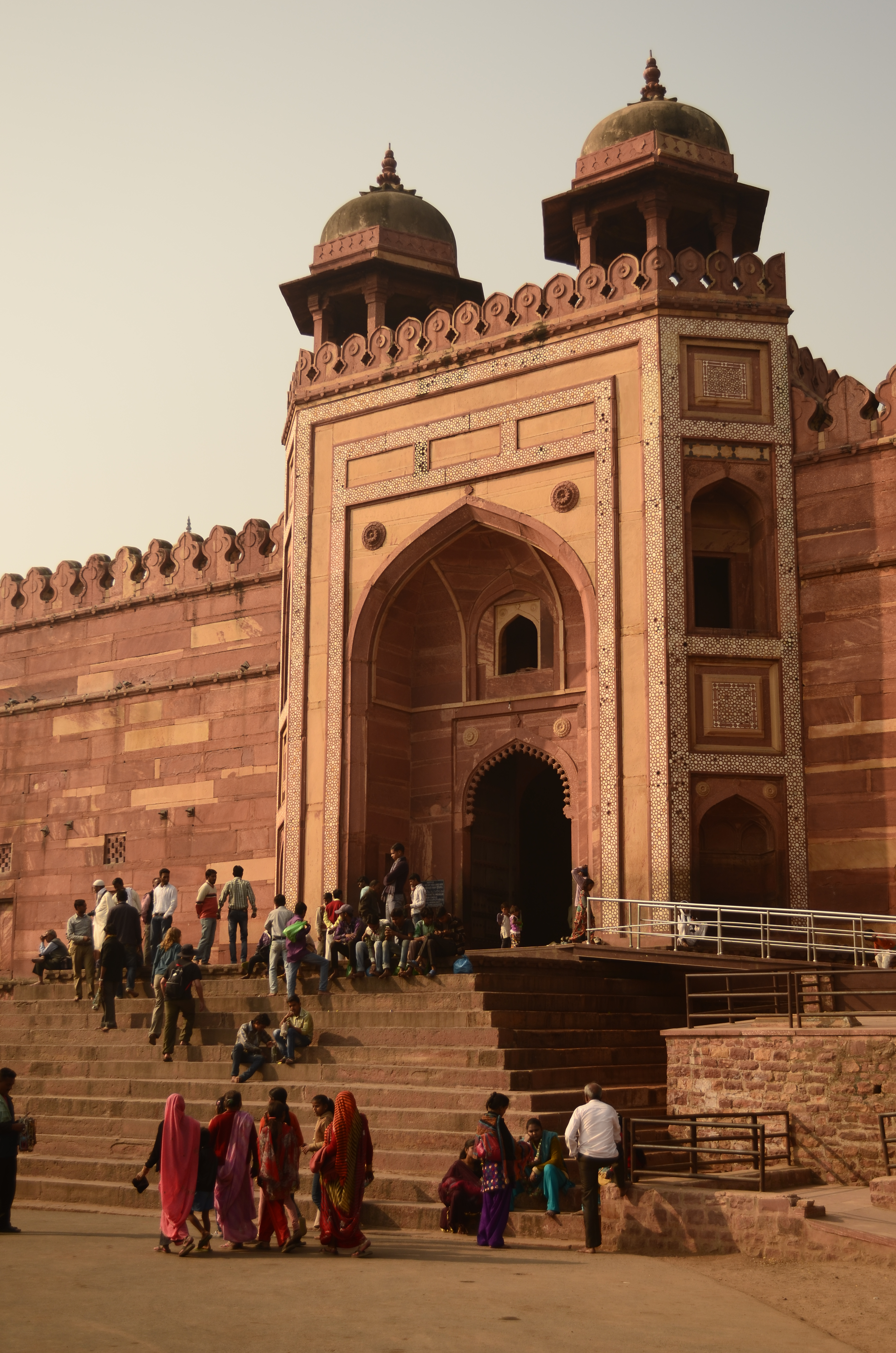
Wielki Meczet (widok od strony wejścia)
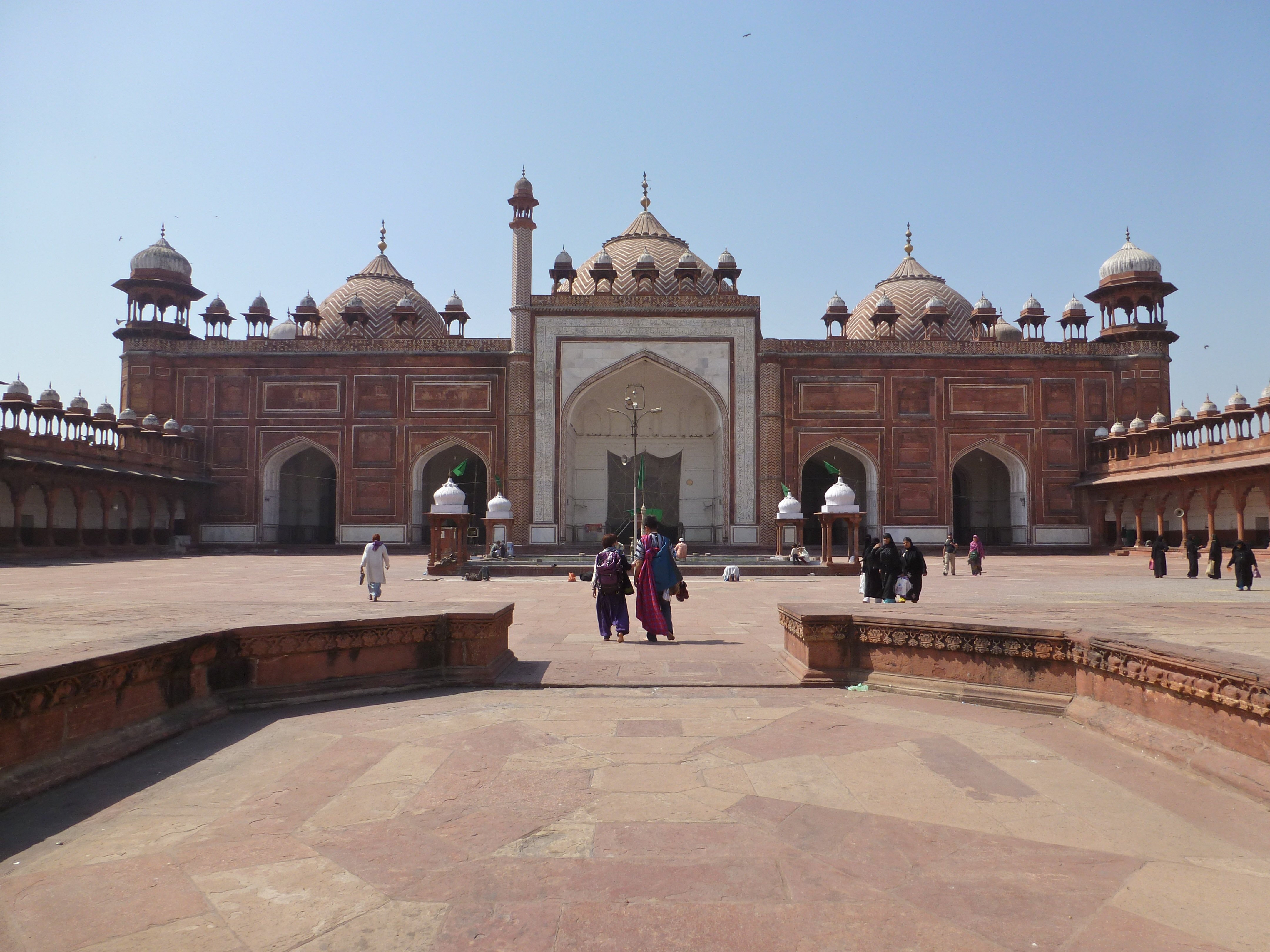
Wielki Meczet (widok od strony dziedzińca)
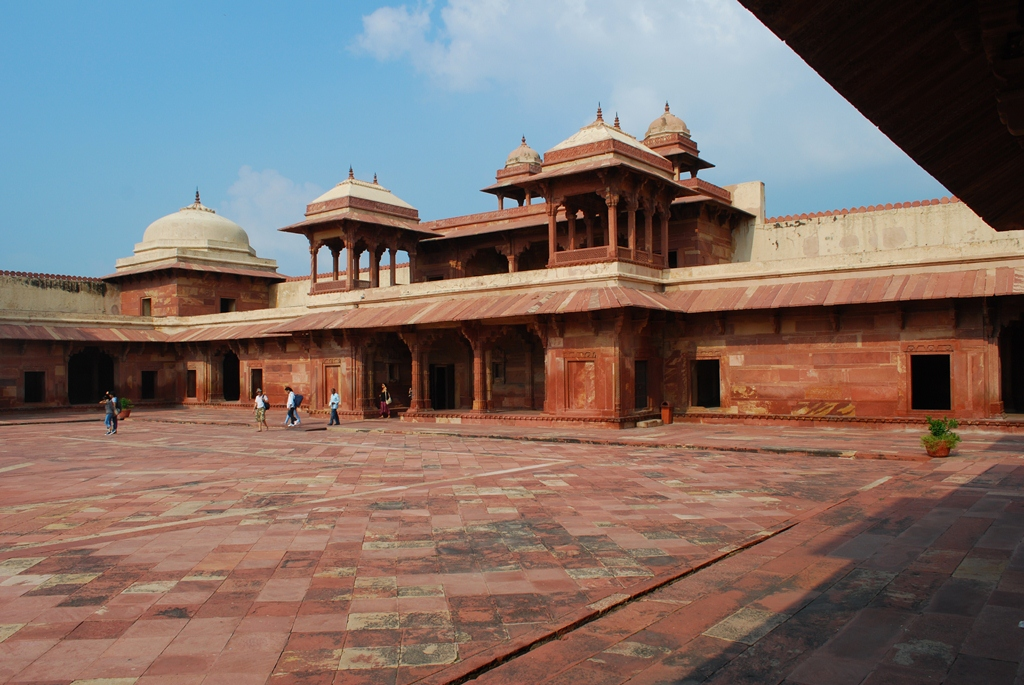
Pałac cesarzowej Mariam-uz-Zamani
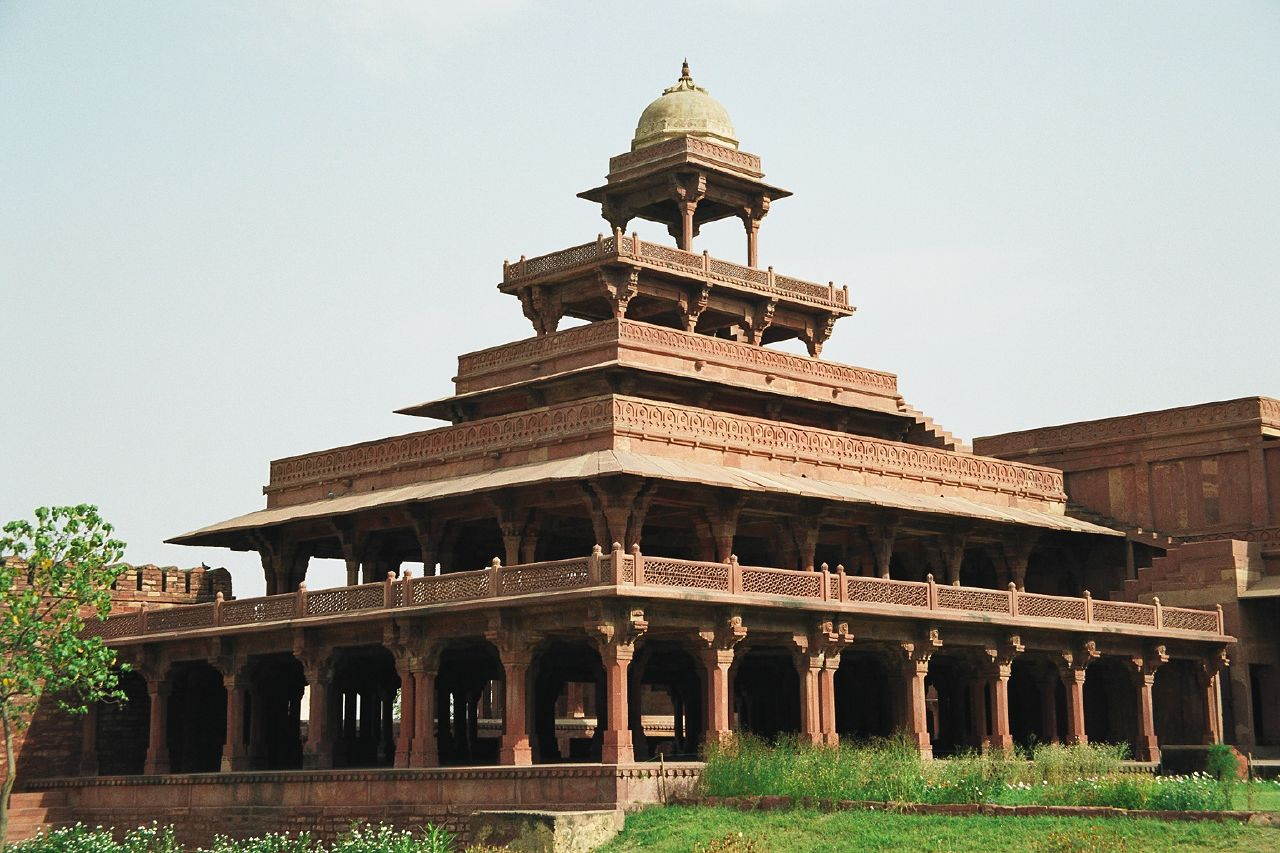
Pałac sprawiedliwości

### Krytyka
Film miał swoją premierę w kinach polskich jesienią 1984 roku. Został przyjęty przez krytyków sceptycznie. Elżbieta Dolińska na łamach tygodnika Film chwaliła doskonałe aktorstwo "drugiego planu" – Szykulskiej, Kłosińskiego, Pyrkosza, Lutkiewicza, Trzeciaka. O wiele gorzej było z odtwórcami głównych ról – Krzysztofem Chamcem i Laurą Łącz. ... Margit i Jan tworzą parę bardzo dobraną, lecz niebywale zmagają się ze swoimi postaciami. [...] gubią się niemal w każdej scenie... – pisała w swojej recenzji.
Jednak najpoważniejszym zarzutem in minus z jej strony wobec filmu było ubogie w porównaniu z literackim pierwowzorem ukazanie Indii ("martwy obraz Indii" jak to określiła) – Indie u Żukrowskiego nie są jedynie atrakcją scenograficzną. Istnieją jako ogromny kraj o odmiennej kulturze, pełnej szokujących dla Europejczyka kontrastów. [...] Indie w filmie to obraz z folderu, atrakcyjna ilustracja. Mógłby to być każdy inny kraj... – dodawała.

Z żarliwego, pełnego namiętności i bogatego w znaczeniu utworu Żukrowskiego pozostała na ekranie inkrustowana w egzotyczne wzory szkatułka skrywająca makietę bohatera. Pragnąc pozostać wiernym literze powieści film okazuje się w istocie najzupełniej niewierny.